# باولا إي. داونينغ
باولا إي. داونينغ (بالإنجليزية: Paula E. Downing)‏ (8 ديسمبر 1951، بورتلاند في الولايات المتحدة - 17 ديسمبر 2017)؛ روائية أمريكية.